# Santa María Colotepec
Santa María Colotepec es una localidad del estado de Oaxaca, México. Es la cabecera del municipio de Santa María Colotepec. Santa María Colotepec está a 48 metros de altitud.

## Geografía
Está ubicada a 15° 32' 6" latitud norte y 96° 33' 41.4" longitud oeste.

## Población
Según el censo de población de INEGI del 2010: la comunidad cuenta con una población total de 1369 habitantes, de los cuales 698 son mujeres y 671 son hombres. Del total de la población 16 personas hablan alguna lengua indígena.

## Ocupación
El total de la población económicamente activa es de 401 habitantes, de los cuales 333 son hombres y 68 son mujeres.